# Turken in Noord-Macedonië
De Turkse minderheid in Noord-Macedonië, ook wel bekend als Macedonische Turken (Macedonisch: Македонски Турци, Turks: Makedonya Türkleri), zijn etnische Turken in Noord-Macedonië en vormen de derde bevolkingsgroep in het land. Volgens de volkstelling van 2002 leefden er 77.959 etnische Turken in het land, hetgeen 3,8% van de Macedonische bevolking vormt. De Turken vormen een meerderheid in de gemeente Centar Župa en in de gemeente Plasnica.

Verspreiding van de Turkse minderheid per gemeente (in het oranje)

De Turkse gemeenschap claimt echter hogere aantallen dan de volkstelling laat zien, namelijk ergens tussen 170.000 en 200.000 personen. Er zijn bovendien grofweg 40.000 Torbesjen in Noord-Macedonië, waarvan sommige nog steeds een sterke band met de Turkse identiteit hebben en zichzelf daardoor als etnische Turken beschouwen. 

## Geschiedenis

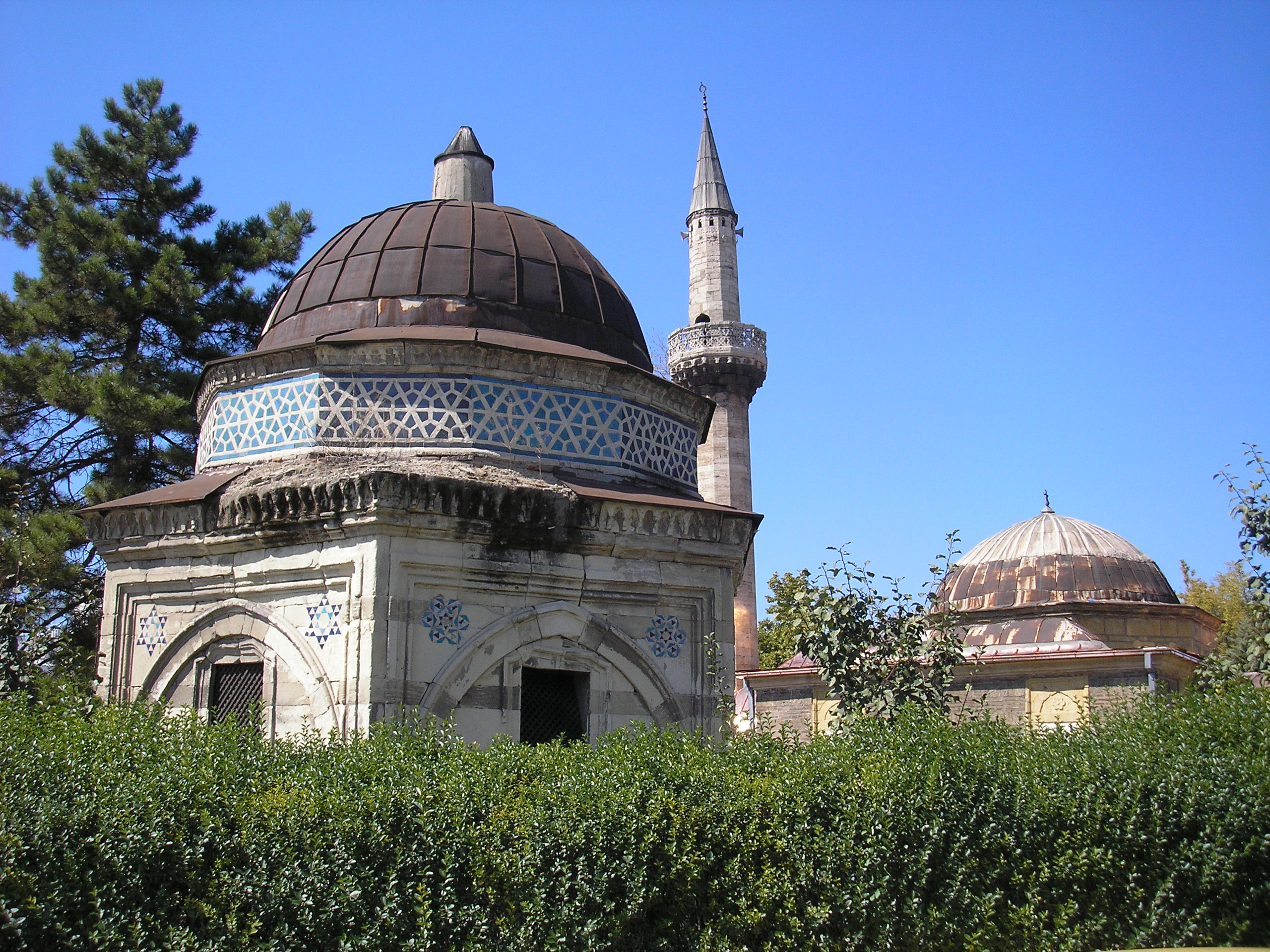
Moskee Aladzja in Skopje

Het huidige Noord-Macedonië kwam in 1392 onder de heerschappij van de Ottomaanse Turken en bleef tot het jaar 1912 en de daarop volgende Balkanoorlogen onderdeel van het Ottomaanse Rijk.
In 1953 vond er een grote emigratie van Macedonische Turken plaats, vanwege een overeenkomst tussen de Republiek Turkije en de Socialistische Federale Republiek Joegoslavië. Volgens Joegoslavische gegevens ging het om ongeveer 80.000 personen, terwijl het volgens Turkse bronnen zo’n 150.000 personen betrof. 

## Bevolking
In de meest recente volkstelling van 2002 werden er 77.959 etnische Turken geregistreerd. In de tweede helft van de twintigste eeuw begon het aantal Turken in Macedonië af te nemen als gevolg van de intensieve emigratie richting Turkije. Sinds de afscheiding van Noord-Macedonië van het communistisch Joegoslavië is het aantal Turken, in tegenstellig tot de voorgaande volkstellingen, relatief stabiel gebleven en schommelt rond de 77.000 à 78.000 personen.
Ontwikkeling van het aantal Turken in Noord-Macedonië (1953-2002)
In 1996 registreerden 30 van de (destijds) 123 gemeenten Turkse gemeenschappen binnen de administratieve grenzen. Van de Macedonische Turken was in 1996 ruim 58% jonger dan 30 jaar oud, ruim 9 procentpunten hoger dan bij etnische Macedoniërs (49%). In 1994 kregen Turkse vrouwen in Noord-Macedonië gemiddeld 3,55 kinderen gedurende hun leven.

### Taal

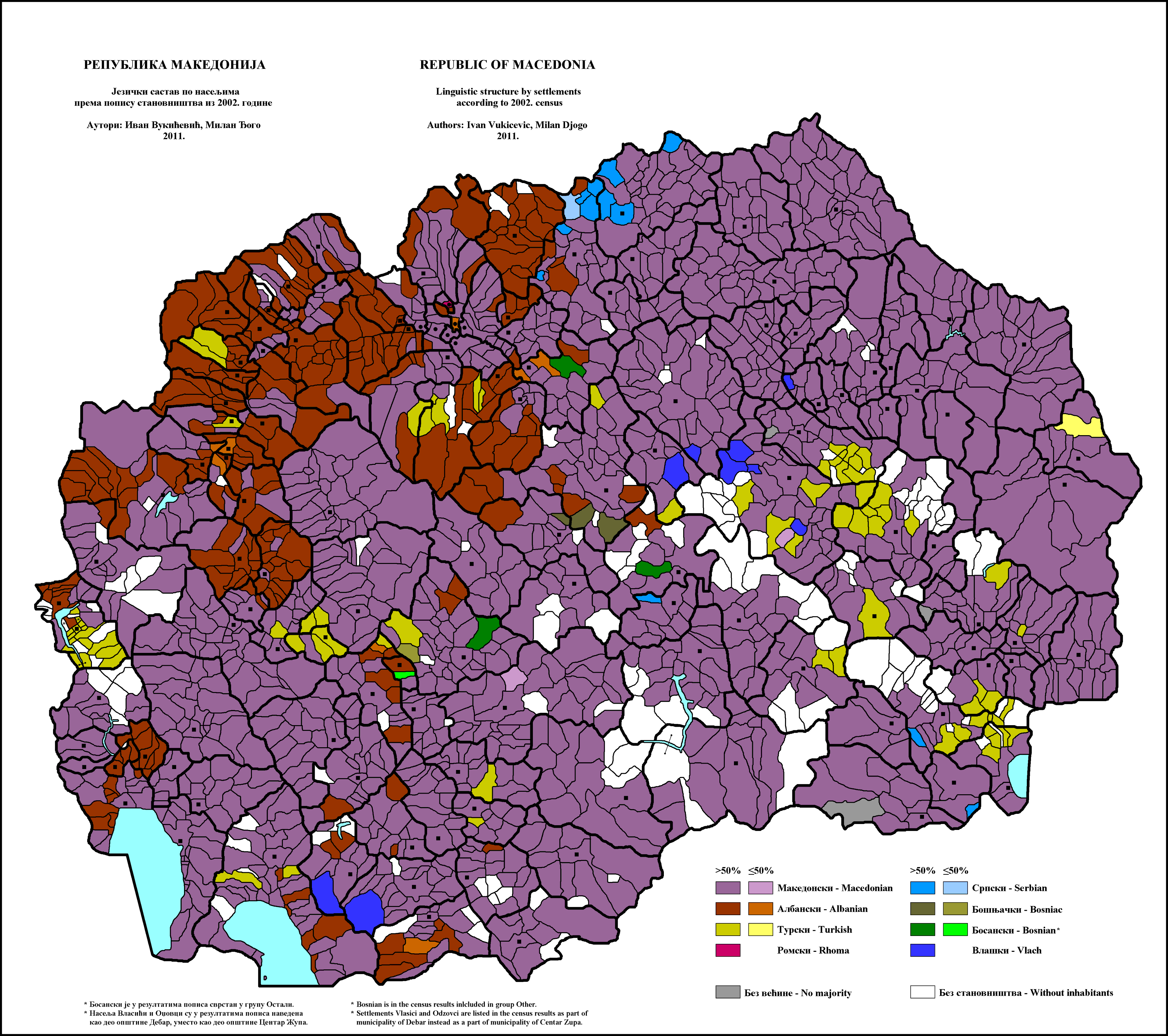
Taalkundige samenstelling van Noord-Macedonië in 2002

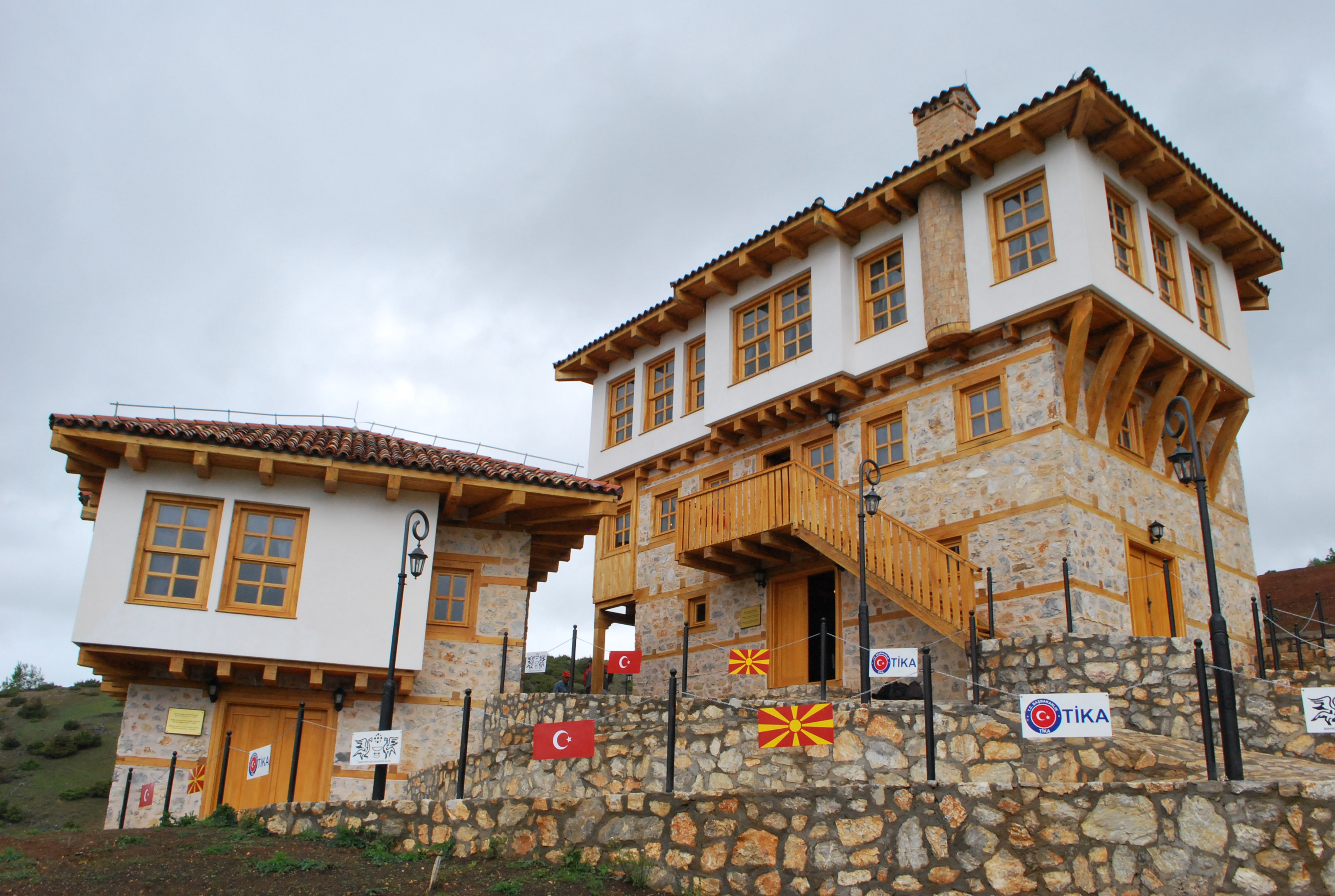
Het gereconstrueerde huis van de grootouders van Mustafa Kemal Atatürk, in Kodžadžik (Centar Župa)

De Turkse taal wordt door 3,55% van de Macedonische bevolking als moedertaal gesproken, oftewel door 71.757 personen. Het Turks is - op het Macedonisch en het Albanees na - de derde taal in het land.

## Maatschappelijke positie

### Media
Er zijn zowel radio- als televisie-uitzendingen in de Turkse taal. Sinds 1945 zendt de Makedonska Radio Televizija dagelijks één uur Turkse televisieprogramma's en vier en een half uur Turkse radioprogramma's uit. Bovendien wordt de krant ‘Birlik’ drie keer per week in het Turks gepubliceerd.

### Onderwijs
In 1944 werd de eerste Turkstalige school in het huidige Noord-Macedonië geopend. In 2008 waren er al meer dan 60 scholen die lessen in het Turks aanboden. Er waren toen 264 leraren werkzaam op deze scholen. Macedonische Turken hebben vier jaar lang recht op onderwijs in het Turks in Oost-Macedonië. Er zijn verder ook particuliere Turkse scholen die zijn opgericht door Turkse ondernemers uit Turkije.

### Politiek
In de politiek hebben de Turken hun eigen partij, de Democratische Partij van de Turken in Macedonië (Macedonisch: Демократска партија на Турците на Македонија; Turks: Makedonya Türk Demokratik Partisi). De partij heeft 1 parlementslid, Yusuf Hasani, in het Macedonisch parlement.

## Bekende personen van Macedonisch-Turkse afkomst
- Ali Fethi Okyar (1880-1943); politicus
- Usnija Redžepova (1946-2015); zangeres
- Şebnem Ferah (1972); zangeres
- Ilami Halimi (1975); voetballer
- Denis Mahmudov (1989); voetballer
- Serdar Aziz (1990); voetballer
- Eljif Elmas (1999); voetballer